# Богуш Олексій Анатолійович
Олексі́й Анато́лійович Бо́гуш (1988—2014) — солдат Збройних сил України; учасник російсько-української війни.

## Життєпис
Народився 1988 року в селі Старики (Коростенський район, Житомирська область). У 1993 році сім'я переїхала до Іршанська. 2005 року закінчив Іршанську гімназію-ліцей. Після школи здобув спеціальність електрогазозварювальника в Житомирському навчально-курсовому комбінаті, проходив строкову службу в Житомирському військовому інституті, був водієм. З 2011 працював електрогазозварювальником на фабриці № 1 Іршанського ГЗК. Призваний за мобілізацією у березні. Дідусь Олексія — заслужений будівельник України, в його сім'ї було восьмеро дітей і багато внуків. Окрім батьків та старшого брата у Олексія понад 60 близьких родичів.
В часі війни — командир гармати, 26-а окрема артилерійська бригада.
1 вересня 2014-го зазнав важких поранень під час обстрілу терористами з БМ-21 «Град» позицій 26-ї артилерійської бригади біля села Весела Гора, що під Луганськом; ще двоє вояків зазнали тяжких поранень, один згорів живцем. Олексій, будучи пораненим, продовжував рятувати побратимів. 14 вересня Олексій Богуш помер в Київському шпиталі.
Похований в селі Старики 16 вересня 2014 року. Без Олексія лишилися батьки, брат.

## Нагороди та вшанування
За особисту мужність і героїзм, виявлені у захисті державного суверенітету та територіальної цілісності України, вірність військовій присязі під час російсько-української війни, відзначений — нагороджений
- орденом «За мужність» III ступеня (посмертно)
- 13 листопада 2014-го відкрито пам'ятну дошку в Іршанську честі Олексія Богуша.
- Його портрет розміщений на меморіалі «Стіна пам'яті полеглих за Україну» у Києві: секція 4, ряд 5, місце 23
- Вшановується в меморіальному комплексі «Зала пам'яті», в щоденному ранковому церемоніалі 14 вересня[1]